# Бережок (Вілейський район)
Бережок (біл. вёска Беражок) — село в складі Вілейського району Мінської області, Білорусь. Село підпорядковане Хотеньчицькій сільській раді, розташоване в північній частині області.

## Історія
У 1921–1945 роках село знаходилось у Польщі, у Вільнюській губернії.

## Населення
- 1931 рік - 73 Люди, 13 будинки[1].